# Alpioniscus bosniensis
Alpioniscus bosniensis är en kräftdjursart som beskrevs av Zdenek Frankenberger 1939. Alpioniscus bosniensis ingår i släktet Alpioniscus och familjen Trichoniscidae. Inga underarter finns listade i Catalogue of Life.